# Giovanni Antonio Pandolfi
Giovanni Antonio Pandolfi (Pesaro, 1540 ca. – 1581 o 1582) è stato un pittore italiano.

## Biografia
Delle attività nella sua città di origine è nota soltanto la Madonna e santi per il Palazzo del Popolo, opera del 1566; sono andate perdute infatti le opere ricordate dalle fonti e che danno notizie anche della sua collaborazione con Mascherino e Zuccari agli apparati per le nozze di Francesco Maria II Della Rovere, nozze celebrate nel 1571.
Dal 1573 è a Perugia dove, a testimonianza della sua attività, resta soltanto la decorazione della sagrestia del Duomo realizzata tra il 1573 e il 1575, impresa destinata ad avere un notevole ruolo negli sviluppi della pittura locale. Nella scenografica composizione, gremita di figure, storie e ornamenti, il Pandolfi dà prova delle fluide qualità di decoratore e della sua composita cultura, con suggestioni derivate da Barozzi, Zuccari e Niccolò Circignani, ma con un gusto per il caricato e il bizzarro che richiama i contemporanei affreschi del parmense Cesare Baglioni nel Palazzo Vitelli a Sant'Egidio a Città di Castello. Dei diretti rapporti con il Circignani sono testimonianza una Adorazione dei Magi, oggi conservata a Foligno nella raccolta vescovile e la collaborazione agli affreschi del Palazzo della Corgna a Castiglione del Lago.
Anche il figlio Giovan Giacomo fu un rinomato pittore.